# Николай (Ярушевич)
Митрополи́т Никола́й (в миру Бори́с Дорофе́евич Яруше́вич; 31 декабря 1891 (12 января 1892), Ковно, Российская империя — 13 декабря 1961, Москва, РСФСР, СССР) — епископ Русской православной церкви, митрополит Крутицкий и Коломенский. Проповедник и богослов, педагог.
Первый председатель новообразованного отдела внешних церковных сношений Московского патриархата (с апреля 1946 года).

## Происхождение
- Отец — Дорофей Филофеевич Ярушевич (2 декабря 1860 — 22 сентября 1930 гг.), потомственный священник белорусского происхождения, протоиерей, настоятель ковенского Александро-Невского собора, энергичный и просвещённый человек, владелец большой библиотеки. Впоследствии законоучитель Введенской гимназии в Санкт-Петербурге, затем Ксенинского института[1]; в 1920-е служил священником в Киево-Печерском подворье на Васильевском острове[источник не указан 3710 дней].
- Мать — Екатерина Николаевна Прилуцкая (1862—1940), была дочерью причетника Тверской епархии Николая Ивановича Прилуцкого[2].

## Образование
В 1909 году с золотой медалью окончил Введенскую гимназию. Затем поступил на физико-математический факультет Санкт-Петербургского университета. После первого курса перешёл в Санкт-Петербургскую Духовную Академию, которую окончил в 1914 году со степенью кандидата богословия. Слушал лекции на юридическом факультете Санкт-Петербургского университета.
Магистр богословия (1917 год; тема диссертации: «Церковный суд в России до издания Соборного Уложения Алексея Михайловича 1649 г.», удостоена Макарьевской премии). Подготовил докторскую диссертацию на тему «О бессмертии души», рукопись которой погибла во время блокады Ленинграда. Доктор богословия (1949 год; за книгу «Слова и речи». Т. 1). Почётный член Ленинградской духовной академии (1952 год).
Доктор богословия honoris causa:
- богословского евангелического Факультета имени Яна Гуса в Праге (1950 год).
- Софийской духовной академии (1952 год).
- Богословской академии Венгерской реформатской церкви (1953 год).
- Православного богословского института в Бухаресте (1954 год).
- протестантского Богословского института в Клуже (1955 год).

## Монах и преподаватель
10 (23) октября 1914 года был пострижен в монашество ректором академии епископом Анастасием (Александровым), высокообразованным иерархом, оказавшим большое влияние на духовное развитие будущего митрополита. 11 (24) октября 1914 — иеродиакон; 12 (25) октября — иеромонах.
Вскоре после своего рукоположения в священный сан он выехал на фронт Первой мировой войны, сначала для служения духовником-проповедником в санитарном поезде, а с ноября 1914 — священником лейб-гвардии Финляндского полка. В 1915 году в связи с тяжёлой болезнью (ревматизм с осложнением на сердце) покинул фронт.
С 1915 года — преподаватель литургики, гомилетики, практического руководства для пастырей, церковной археологии, немецкого языка в Петроградской духовной семинарии.
С декабря 1916 года, одновременно, священник церкви святителя Николая при Николаевской детской больнице.
После закрытия семинарии, с декабря 1918 года — и. о. настоятеля Петропавловского собора г. Петергофа.
14 (27) декабря 1919 года стал и. д. наместника Александро-Невской лавры; на следующий день митрополитом Петроградским Вениамином (Казанским) возведён в сан архимандрита.
Под его руководством в лавре издавались «Листки», проводились внебогослужебные беседы, религиозно-философские, богословские и церковно-общественные чтения. В находившемся на территории лавры Богословско-пастырском училище архимандрит Николай читал лекции по литургике, гомилетике (церковному проповедничеству).
23 января 1920 года был избран ректором новоучреждённого Петроградского богословского института, но через неделю отказался от должности.

## Архиерей
25 марта (7 апреля) 1922 в Троицком соборе Александро-Невской лавры был хиротонисан во епископа Петергофского, викария Петроградской епархии. Хиротонию совершили митрополит Петроградский и Гдовский Вениамин (Казанский), епископ Ямбургский Алексий (Симанский), епископ Лужский Артемий (Ильинский) и епископ Кронштадтский Венедикт (Плотников).
Вместе со старшим викарием — епископом Алексием (Симанским) — стоял во главе «Петроградской автокефалии», которая занимала позицию неприсоединения: не подчинялась ни обновленческому Высшему церковному управлению митрополита Антонина (Грановского), признанному советской властью, ни находившемуся тогда под домашним арестом патриарху Тихону. После ареста епископа Алексия (Симанского) с октября 1922 года по февраль 1923 года возглавлял «Петроградскую автокефалию».
В феврале 1923 года был арестован; выслан на 3 года в посёлок Усть-Кулом Зырянского края. В это время был тяжело болен из-за обострения ревматизма. В ссылке написал акафист Богоматери, который совершал позднее перед Её иконой, именуемой «Млекопитательница».
2 мая 1923 года, находясь под следствием в Бутырской тюрьме, подписал письмо на имя Александрa Введенского, в котором «безоговорочно» признавал обновленцев, постановления только что открывшегося обновленческого Собора, в том числе постановление о лишении сана патриарха Тихона: «я вместе со всеми честными сынами Церкви требую тягчайшего суда и лишения сана б[ывшего] патриарха Тихона за все его преступления». А. Н. Сухоруков, обнаруживший это письмо в Центральном государственном архиве общественных организаций Украины и опубликовавший его в «Вестнике ПСТГУ» отметил, что письмо не дошло до адресата и, возможно, использовалось для давления на авторитетного среди верующих экзарха Украины митрополита Михаила (Ермакова), одновременно с Ярушевичем заключённого в Бутырской тюрьме, с целью склонения его к признанию обновленцев.
В ссылке «окончательно утвердился в патриаршей ориентации». После освобождения, в начале 1926 года вернулся в Ленинград, поселился в Петергофе (Красный проспект, 40), служил в местном Петропавловском соборе.
В сентябре 1927 года — феврале 1928 года временно управлял Ленинградской епархией, получив назначение от митрополита Сергия (Страгородского) и Временного патриаршего Священного синода при нём, после устранения с кафедры митрополита Иосифа (Петровых). Активно поддерживал линию заместителя патриаршего местоблюстителя (митрополита Сергия (Страгородского)), добившегося «легализации» патриархии на условиях, продиктованных существовавшим в СССР режимом. В данный период противостоял не только обновленцам, но также и сильному с конца 1927 года иосифлянскому движению сторонников смещённого с Ленинградской кафедры митрополита Иосифа (Петровых).
В 1935 году возведён в сан архиепископа и поставлен архиепископом Петергофским с предоставлением прав епархиального архиерея.
К концу 1937 года в Петергофе были закрыты все храмы, кроме кладбищенского.
В 1936—1940 годах, оставаясь по титулу Петергофским, по поручению митрополита Алексия (Симанского), управлял Новгородской и Псковской епархиями. В то время ему было запрещено жить в Ленинграде, он был вынужден переехать в посёлок Татьянино под Гатчиной. С 4 марта 1938 по 19 мая 1939 года был настоятелем ленинградского Никольского морского собора; после смещения с этой должности до октября 1940 года оставался в штате собора на правах рядового священника. Служил обычно иерейским чином, совершал все требы.
20 сентября 1940 года в связи с включением осенью 1939 года в состав СССР Западной Украины и Западной Белоруссии нарком внутренних дел Лаврентий Берия представил Иосифу Сталину и Вячеславу Молотову записку «О церковных епархиях в западных областях УССР и БССР», в которой предлагал поставить во главе епархий в западных областях Украины и Белоруссии «своего» экзарха: «В качестве такового может быть назначен агент НКВД Ярушевич Б. Д., архиепископ Ленинградской епархии, под прикрытием которого целесообразно создать нелегальную резидентуру НКВД СССР для организации агентурной работы среди церковников, как в Западных областях, так и на территории немецкого генерал-губернаторства в оккупированной части Польши. Одной из задач этой резидентуры поставить дискредитацию и постепенную замену нынешних руководителей Западных епархий». 28 октября 1940 года патриарший местоблюститель митрополит Сергий (Страгородский) издал указ об образовании Западного экзархата (то есть присоединённых к СССР западных областей Украины и Белоруссии) в составе Волынской, Тернопольской, Галицкой, Гродненско-Вилейской и Полесской епархий. Сам архиепископ Николай становился экзархом и главой Волынско-Луцкой епархии с центром в Луцке.
Назначение вопреки своему желанию (у него в тот момент умирала мать) в значительной мере определило лично неприязненные отношения с будущим патриархом Алексием I. Управлял присоединёнными к Русской православной церкви западноукраинскими и западнобелорусскими епархиями, которые ранее находились в юрисдикции Польской православной церкви. Совершал поездки по экзархату, в частности, служил во львовском Георгиевском храме.
9 марта 1941 года возведён в сан митрополита.

### Деятельность во время Великой Отечественной войны
По одним сведениям, выехал из Луцка в Москву за неделю до начала войны, по другим — эвакуировался с наступлением немецких войск (Луцк был взят 26 июня 1941), не успев взять с собой ничего, кроме архиерейского посоха. С 15 июля 1941 года — митрополит Киевский и Галицкий, экзарх Украины. 12 октября 1941 года в завещании, написанном перед эвакуацией из Москвы, митрополит Сергий (Страгородский) назвал его третьим кандидатом в Местоблюстители после своей кончины, после митрополита Алексия (Симанского) и архиепископа Сергия (Гришина). Сопровождал митрополита Сергия в эвакуацию в Ульяновск, куда последний отбыл 14 октября. В конце декабря выезжал в Куйбышев, где 25 декабря 1942 года возглавил хиротонию архимандрита Питирима (Свиридова) во епископа Кубышевского.
Вернувшись в Москву в феврале 1942 года, до августа 1943 года управлял Московской епархией в связи с пребыванием Патриаршего местоблюстителя в Ульяновске (В Определении Патриаршего местоблюстителя от 17 апреля 1942 года назван «временно управляющим делами Патриархии в Москве»). Проживал в деревянном Митрополичьем доме в Бауманском переулке, где до эвакуации располагалась Московская патриархия.
В 1942 году под его редакцией издана книга «Правда о религии в России», в которой отрицались факты гонений на церковь со стороны большевистской власти.
В 1942 году при Всесоюзном комитете по делам искусств СНК СССР была создана Комиссия по учёту и охране памятников во главе с секретарём ВЦСПС Н. И. Шверником. В неё вошли Герой Советского Союза летчица В. С. Гризодубова, секретарь ЦК ВКП(б) А. А. Жданов, митрополит Николай, академики Н. Н. Бурденко, Б. Е. Веденеев, Т. Д. Лысенко, Е. В. Тарле, И. П. Трайнин, писатель А. Н. Толстой.
2 ноября 1942 года указом Президиума Верховного Совета СССР назначен членом Чрезвычайной государственной комиссии по установлению и расследованию злодеяний немецко-фашистских захватчиков и их сообщников. В этом качестве скрепил своей подписью официальную советскую версию расстрела польских офицеров в Катыни, обвиняющую в этом преступлении солдат вермахта. Позднее, в 1952 году, когда «правящие круги США» привели доказательства вины СССР в расстреле, выступил с резким опровержением этой «чудовищной, отвратительной, клеветнической провокации».
Являясь заместителем и полномочным представителем митрополита Сергия в Москве, летом 1943 года начал переговоры с властями о скором возвращении из эвакуации митрополита Сергия.
4 сентября 1943 года участвовал во встрече трёх митрополитов (кроме него: Сергия (Страгородского) и Алексия (Симанского)) с Иосифом Сталиным, в результате которой правительство передало Патриархии здание в Чистом переулке, разрешило избрание Патриарха, восстановление церковных учебных заведений, освободило из лагерей ряд оставшихся в живых пастырей. После переезда учреждений Московской патриархии в здание в Чистом переулке, остался проживать в деревянном доме в Бауманском переулке.
8 сентября 1943 года был участником Архиерейского собора, на котором избран постоянным членом возрождённого Священного синода.
С сентября 1943 года — член редакционной коллегии «Журнала Московской патриархии»; затем возглавлял издательский отдел Московской патриархии (до 19 сентября 1960 года). За 17 лет издал 4 тома своих «Слов и речей», тогда как сочинения патриарха Алексия I, изданные до отставки митрополита, составили всего 3 тома.
Несмотря на то, что с лета 1941 года религиозная обстановка на Украине кардинально изменилась (в годы оккупации в восточных областях республики были возрождены тысячи приходов, открылись десятки монастырей; было получено разрешение на воссоздание духовных школ), выражал категорическое нежелание оставаться митрополитом Киевским и Экзархом Украины, с тем, чтобы остаться в Москве на правах «наместника Патриарха». С 28 января 1944 года — митрополит Крутицкий, управляющий Московской епархии. Его кафедральным храмом и местом постоянного служения стал храм Преображения Господня в Преображенском.
Публично высоко оценивал личность Иосифа Сталина (в духе официальной пропаганды того времени), в 1944 году выступил в церковной печати с апологией этого государственного деятеля.
В марте 1944 года выезжал под Тулу (в гражданской одежде) для передачи Красной армии танковой колонны имени Дмитрия Донского, сооружённой на пожертвования верующих РПЦ.
6 октября 1944 года с группой духовенства Москвы и Тулы (включая покаявшихся «обновленцев») награждён медалью «За оборону Москвы».
С 25 марта 1947 года — митрополит Крутицкий и Коломенский.

### Глава церковной дипломатии
Был первым Председателем Отдела внешних церковных сношений: с апреля 1946 до июня 1960 года.
В августе — начале сентября 1945 года совершил поездку во Францию, где выполнил миссию по присоединению митрополита Евлогия (Георгиевского) и его викариев Западноевропейского Экзархата (в юрисдикции Константинопольского патриархата) и митрополита Серафима (Лукьянова)) к Московскому Патриархату.
Митрополит Николай пытался изобразить картину расцвета церковной жизни в советском государстве. В своих рассказах русским парижанам митрополит Николай представлял церковную жизнь совершенно независимой от государственной власти. По его словам, григориане «рассеялись», а обновленцы массово вернулись в Церковь. О положении Русской Церкви митрополит говорил: «У нас сейчас 20 тыс. приходов, 30 тыс. священников, 10 богословско-пастырских школ, духовных семинарий с 2 или 3 классами, Богословский Институт, 87 монастырей мужских и женских, из них 3 в Киеве. Восстанавливается Киево-Печерская лавра, где было 20-50, а теперь 70 человек братий, Почаевская лавра. Троице-Сергиева лавра, как монастырь, восстанавливается и заселяется бывшими её насельниками, существуют мужские и женские монастыри в северных епархиях — в Псковской, в Латвии, в Воронежской области, Молдаванской республике <…> Наша патриархия издает свой журнал <…> В наших планах — издание книг Священного Писания, богослужебных книг и богословских трудов <…> К осени выйдет Богословский Вестник, журнал Московской Духовной Академии и, может быть, Христианское чтение — под своим или иным наименованием при Ленинградской Духовной Академии». На самом деле приходов в Русской православной церкви было примерно в два раза меньше, а священников — в три раза меньше.
По смерти митрополита Евлогия (8 августа 1946 года), его викарии и большинство клира и мирян возвратились в юрисдикцию Константинопольского Патриархата.
Возглавлял делегации Русской православной церкви во время визитов в Англию (1945), Румынию, Чехословакию и др. Являлся одним из инициаторов проведения Совещания глав и представителей Поместных Православных Церквей в июле 1948, приуроченного к празднованию 500-летия автокефалии Русской Церкви.
С 1949 года — член Советского комитета защиты мира, многие его выступления были посвящены миротворческой тематике. Входил в состав Всемирного совета мира, многократно выступал от лица Русской Церкви на его конгрессах и сессиях. Высказывал возмущение «наглыми провокациями американских реакционных кругов», полностью солидаризировался с советской внешней политикой. Также входил в состав Палестинского Общества при Академии Наук СССР и Славянского Комитета СССР. За миротворческую деятельность был награждён орденом Трудового Красного Знамени (1955).
7 мая 1957 года в соответствии с решением Синода РПЦ подписал постановление о восстановлении молитвенно-канонических отношений между РПЦ и Финляндской Православной Церковью: Московской Патриархии пришлось признать «законным» её существующий статус (как автономии в юрисдикции Константинопольского патриархата). В ноябре 1958 года приезжал в Финляндию в дни празднования 40-летия автономии Финляндской Православной Церкви.
Как председатель ОВЦС, руководил подготовкой празднования 40-летия восстановления Патриаршества в РПЦ (торжества с участием представителей всех автокефальных православных церквей, кроме Иерусалимской и Кипрской, состоялись в мае 1958 года).

### Конфликт с властями и смерть
В конце 1950-х годов ранее весьма комфортные отношения (по крайней мере, внешне) митрополита Николая с государственной властью обострились: он не смог (или не хотел) адаптироваться к новым внутриполитическим реалиям периода руководства страной Никиты Хрущёва, которое характеризовалось наряду с явлениями «оттепели» и активизацией атеистической и антицерковной политики директивных органов. Митрополит позволял себе публичные выступления (слова́) с критикой материализма и атеизма; один из его ближайших сотрудников Анатолий Ведерников (тогда ответственный секретарь «Журнала Московской патриархии»), вспоминал:

Проповеди Митрополита Николая в Преображенском соборе, где он обыкновенно служил в Москве, становились всё более и более резкими. Иногда он просто начинал кричать, что, конечно, действовало на народ. В это время в печати велась кампания против крещения детей, доктора в газетах «научно» доказывали «вред крещения для здоровья». Митрополит Николай кричал против них в своих проповедях: «Какие-то жалкие докторишки!» Известно было, что он рассказывал народу об академике Павлове, которого он лично знал. Он говорил прилюдно, что академик не был атеистом, как изображала его советская пропаганда, а был верующим православным христианином.

В конце 1950-х годов руководство Совета по делам Русской православной церкви опасалось, что ввиду преклонного возраста Патриарха Алексия митрополит Николай мог стать во главе Московской Патриархии; так, в январе 1960 года председатель Совета Георгий Карпов докладывал Никите Хрущёву: «Для нас, безусловно, лучше, если во главе церкви будет находиться патриарх Алексий, чем митрополит Николай (являющийся его заместителем), так как тогда будут очень большие для нас трудности. Митрополит Николай очень честолюбив и даже тщеславен. Большой стяжатель и, формально заявляя, что будет нашим союзником, на деле ведёт работу по разжиганию религиозной деятельности».
На Конференции советской общественности по разоружению в феврале 1960 года Патриарх Алексий I выступил с речью, направленной на защиту исторической роли Русской церкви. В выступлении Патриарха, в частности, говорилось:

Церковь Христова, полагающая своей целью благо людей, от людей же испытывает нападки и порицания, и тем не менее она выполняет свой долг, призывая людей к миру и любви. Кроме того, в таком положении Церкви есть и много утешительного для верных её членов, ибо что могут значить все усилия человеческого разума против христианства, если двухтысячелетняя история его говорит сама за себя, если все враждебные против него выпады предвидел Сам Христос и дал обетование непоколебимости Церкви, сказав, что и врата ада не одолеют её (Мф. 16:18).
Контролирующие органы сочли «виновным» в таком демонстративном выступлении не престарелого Патриарха, а митрополита Крутицкого, который взял на себя авторство речи; высшее партийное руководство, кроме того, полагало, что председатель Совета Карпов должен быть заменён на лицо, не отягощённое личными отношениями с руководством РПЦ. Новый председатель Совета Владимир Куроедов и руководство КГБ СССР разработали и представили в ЦК КПСС план устранения митрополита Николая от руководящих постов Патриархии. 16 апреля 1960 года Куроедов и председатель КГБ Александр Шелепин направили в ЦК записку, в которой, со ссылкой на информацию агентурных источников КГБ, предлагали «отвести митрополита Николая от участия в работе Всемирного совета мира, Советского комитета защиты мира и отстранить его от руководящей деятельности в Московской патриархии», добиться на это согласия патриарха Алексия; кроме того, в записке говорилось: «КГБ считал бы целесообразным на должность председателя отдела внешних церковных связей[sic] назначить архимандрита Никодима Ротова и выдвинуть его как представителя Русской православной церкви для участия в деятельности Всемирного совета мира и Советского комитета защиты мира»; на место Николая как митрополита Крутицкого предлагалось перевести митрополита Ленинградского Питирима (Свиридова), что, среди прочего, обосновывалось «тем обстоятельством, что в случае смерти Алексия он будет являться одним из вероятных кандидатов на пост патриарха».
15 июня 1960 года Куроедов имел беседу с патриархом Алексием, в ходе которой он отметил, что «патриархия не использует больших возможностей по расширению своей внешней деятельности», «за последнее время не провела ни одного крупного мероприятия по объединению православных и инославных церквей против реакционной политики Ватикана, по усилению борьбы за мир». Куроедов возложил основную ответственность за то, что Русская православная церковь «до сих пор не заняла в международной церковной жизни ведущей и организующей роли в борьбе за мир» на митрополита Николая, который «формально относится к внешней работе патриархии», неоднократно говорил, что «в зарубежной деятельности церкви заинтересованы только коммунисты»; Куроедов также отметил, что многие статьи в ЖМП «незаслуженно восхваляют роль митрополита Николая в борьбе за мир», что последний «не искренен, говорит одно, а делает другое». Согласно записи беседы, «патриарх подтвердил, что митрополит Николай не искренен и проявляет двойственность», о чём «патриарху говорили многие из духовенства»; «патриарх заявил, что он принципиально не возражает против освобождения митрополита Николая от внешней работы патриархии, но он не видит такой фигуру, которая могла бы осуществить перестройку всей системы внешней работы», назвав, однако, кандидатуру архимандрита Никодима, тогда заместителя председателя ОВЦС.
17 июня 1960 года Куроедов имел беседу с митрополитом Николаем, которому также высказал неудовольствие «недостатками» в работе ОВЦС, на что митрополит высказал мнение, что «упрёк, сделанный ему, как руководителю внешней работой, должен разделить и Совет по делам Русской православной церкви, так как прежнее руководство Совета не ориентировало патриархию на систематическое проведение крупных внешнеполитических мероприятий». Митрополит согласился с тем, что в виду его загруженности и ухудшения состояния здоровья правильно будет поставить во главе ОВЦС человека «совершенно свободного от всяких других обязанностей».
21 июня 1960 года по прямому требованию нового председателя Совета по делам РПЦ В. А. Куроедова Синод постановил «удовлетворить просьбу Преосвященного Митрополита Крутицкого и Коломенского Николая об освобождении его от должности Председателя Отдела Внешних Церковных Сношений Московской Патриархии».
9 сентября 1960 года митрополит Николай обратился с письмом к Никите Хрущёву. Напоминая о своих «заслугах перед Родиной» и ссылаясь на то, что Ленинград ему противопоказан врачами, митрополит просил адресата оставить его на Крутицкой кафедре.
В заседании 12 сентября 1960 года, на котором, среди прочего, рассматривался вопрос "о серьёзных недостатках «Журнала Московской патриархии», Совет по делам Русской православной церкви постановил: «Считать необходимым рекомендовать патриарху Алексию освободить митрополита Николая от руководства „Журналом Московской патриархии“». В беседе с Куроедовым 15 сентября Патриарх, ссылаясь на мнения и обеспокоенность в заграничных церковных и русских эмигрантских кругах, предложил «не принимать в данный момент решения об освобождении Николая, а предоставить ему полугодовой отпуск, а потом вернуться к этому вопросу», на что Куроедов ответил, что вопрос надо решить сейчас. Патриарх предложил ему перейти на другую кафедру — в Ленинград, но он отказался и отправился в отпуск в Сухуми, написав прошение о почислении на покой.
Как писал Анатолий Краснов-Левитин, «Уход Митрополита от управления произошел в атмосфере мрачного вероломства. Во время прощального визита Митрополита к Патриарху перед уходом в отпуск говорит ему Патриарх: „Они настаивают на вашем уходе. Напишите прошение об уходе на покой. На осенней сессии Синода без вас мы его рассматривать не будем, а там это забудется“. Митрополит Николай проявил слабость (сказался старый интеллигент, не привыкший лезть на рожон), написал прошение об увольнении на покой по состоянию здоровья».
19 сентября 1960 года Синод постановил «Освободить Митрополита Крутицкого и Коломенского Николая, согласно его прошению от 15 сентября сего года, от должности Митрополита Крутицкого и Коломенского». Решением патриарха от того же 19 сентября была образована редколлегия «Журнала Московской патриархии» с А. Ф. Шишкиным в качестве ответственного редактора; общее руководство Издательским отделом возлагалось на епископа Никодима.
В письме от 19 сентября 1960 года Куроедов докладывал в ЦК КПСС: Выполняя решение ЦК КПСС от 25 июля 1960 года, Совет по делам Русской православной церкви при Совете Министров СССР провёл работу по укреплению отдела внешних церковных сношений Московской патриархии. Митрополит Николай в августе[sic] текущего года был освобождён (по его просьбе) от руководства внешними делами патриархии, вместо него был назначен епископ Никодим. Отдел внешних сношений пополнен новым составом церковных деятелей, правильно понимающих международную обстановку и проводящих нужную линию во внешних делах патриархии. Отставка митрополита Николая с поста руководителя отдела внешних сношений не вызвала большого политического резонанса в церковных кругах ни внутри страны, ни за рубежом. Высшее духовенство в Советском Союзе в общем положительно встретило это мероприятие и, главным образом, потому, что митрополита Николая епископат не любит за его тщеславие, эгоизм и карьеристические наклонности. <…> Вместе с тем следует подчеркнуть, что сам митрополит после освобождения его от обязанностей руководителя отдела внешних сношений Московской патриархии повёл себя неправильно, стал распространять среди духовенства провокационные слухи о том, что он является жертвой нового гонения на Русскую православную церковь, апеллировал к церковной общественности внутри страны и за рубежом. <…> Вопрос о неправильном, провокационном поведении митрополита Николая был предметом нашего неоднократного обсуждения с патриархом. В беседе, состоявшейся 28 августа с.г. в Троице-Сергиевой лавре, патриарх заявил, что до него доходят слухи о том, что митрополит очень болезненно переживает своё освобождение от должности председателя отдела внешних сношений патриархии, ищет себе сочувствия в церковных кругах, старается создать атмосферу недоверия вокруг новых руководителей отдела внешних сношений, занимается интриганством. <…> 13 сентября митрополит Николай посетил Совет и в беседе со мной высказал мысль о том, что предложение поехать на работу в Ленинград он рассматривает как ущемление его положения, так как он уже не будет тогда первым лицом после патриарха и патриаршим местоблюстителем <…>. Митрополит много говорил о своих заслугах, при этом принижал роль патриарха, клеветал на него, рисовал его как реакционного церковного деятеля, лицемерно заявляя, что только он, митрополит, сдерживает патриарха от многих неправильных шагов, направляет его на прогрессивные дела. В частности, Николай бесцеремонно, попирая правду, заявлял, что он долго отговаривал патриарха не добиваться встречи с Н. С. Хрущёвым с жалобами на якобы новое притеснение церкви <…>. В этой беседе во всём своём обнажённом виде проявилась грязная, подленькая, тщеславная, фарисейская натура митрополита. 15 сентября с.г. в очередной беседе с патриархом Алексием последний сообщил мне, что митрополит Николай был у патриарха и категорически отказался выехать на работу в Ленинградскую епархию. «Лучше я уйду на покой, — заявил Николай патриарху, — чем поеду в Ленинград или на какую-либо другую епархию». «Митрополит видимо решил, — сказал Алексий, — идти ва-банк». В этой обстановке я вынужден был рассказать патриарху о содержании своей последней беседы с митрополитом Николаем и о тех махинациях, которые он предпринял для того, чтобы остаться вторым лицом в церковной иерархии. Алексий был крайне возмущён двурушническим поведением Николая, он неоднократно восклицал: «Какой лгун, какой нахал!» «Никогда не было, — заявил патриарх, — чтобы митрополит уговаривал меня не ставить определённые церковные вопросы перед правительством. Наоборот, он сам всегда обострял эти вопросы и торопил меня с их решением». Далее патриарх сказал: «Я 40 лет работал с Николаем, но у меня никогда не было с ним внутренней близости. Все знают, что он карьерист — он спит и видит, когда он будет патриархом. У меня с ним были хорошими только внешние отношения, он как был западником, так западником и остаётся» (патриарх имеет здесь в виду симпатии митрополита к капиталистическому Западу и к существующим там церковным порядкам). <…> В тот же день патриарх вызвал к себе митрополита Николая, предложил ему согласиться на переход его на работу в Ленинград, но митрополит Николай отказался от этого предложения. В результате далее последовавших разговоров Николай вручил патриарху заявление с просьбой об увольнении его на покой. Вечером этого же числа патриарх подписал указ об освобождении митрополита Николая от должности управляющего Московской епархией. <…>
В начале ноября того же года вернулся в Москву. По свидетельству Анатолия Краснова-Левитина, «на вокзале его встретили лишь два человека: его бывший секретарь Владимир Талызин (по должности) и Володя Рожков <…>, бывший иподиакон Митрополита Николая, милый, добрый мальчик, искренне привязанный к Митрополиту Николаю. Никого из близких к Митрополиту людей больше не было. <…> Прямо с вокзала Митрополит проехал в свою резиденцию, в деревянный дом в Бауманском переулке, где отныне предстояло ему провести последний год его жизни. Сумрачный и одинокий это был год».
В последний год жизни ему было фактически запрещено служить: он участвовал в публичных богослужениях только дважды и в первый день Пасхи 1961 года он был вынужден служить дома, не получив разрешения служить где-либо. По воспоминаниям протопресвитера Владимира Дивакова «ноябрь 1961 года, под праздник Казанской иконы Божией Матери, мы были с супругой у митрополита Николая (Ярушевича). Такой он был веселый, бодрый, нас воодушевлял: „Вы знаете, не бойтесь! Эти времена пройдут! Как в ураган, когда он бушует в море, кажется, что того и гляди потонет корабль! Но Господь милует, ураган стихает, буря успокаивается. И наступают более светлые времена…“ Хотелось нам в то время в это верить, но верилось с трудом…»
Скончался рано утром 13 декабря 1961 года в Боткинской больнице, куда был госпитализирован в начале ноября с приступом стенокардии. По свидетельствам близких, состояние владыки уже улучшилось, но из больницы его не выпускали. Резкий кризис и смерть наступили после того как медсестра сделала владыке укол с неизвестным препаратом (возможно, врачебная ошибка или намеренные действия).
Келейница митрополита Николая по имени Дарья вспоминала обстоятельства того, как он попал в больницу перед смертью: "Кто-то постучался и попросил: - "Откройте нам парадный вход! Ярушевича госпитализировать. Он позвонил и вызвал скорую". Пошла я за ключами, чтобы открыть им парадный вход. Пока ключи искала, потом пришла, уже всё. Окно открыто, его через окно на носилках вытянули и увезли. Я его не видела, не знаю, что с ним, вызывал он или не вызывал скорую."
Существует мнение, что его смерть не была вполне естественной (и, следовательно, мученической), но это не подтверждено документально. В Государственном архиве Российской Федерации (ГАРФ) сохранились анонимные письма в Верховный Совет с требованием расследовать это «несомненное убийство».
Отпевание было совершено 15 декабря 1961 года в трапезном храме Троице-Сергиевой лавры (Загорск); чин погребения возглавлял патриарх Алексий I. Похоронен в крипте Смоленской церкви Лавры. Вскоре после его кончины был снесён дом в Бауманском переулке, где он жил (правда, он уже давно предназначался под снос), закрыт и снесён храм, в котором он служил.

## Награды

### Церковные награды
- золотой наперсный крест (ко дню Святой Пасхи, 22 апреля 1918)
- право ношения двух панагий и предношения креста при богослужении в пределах Киевской епархии (15 июля 1941 года)[50]
- ношение второй панагии «и вне пределов Киевской епархии» (июль 1942)
- панагия с украшениями (за труды по организации и проведении конференции всех Церквей и религиозных объединений в СССР, 12 мая 1952)

### Светские награды
- Медаль «За оборону Москвы»[51] (6 октября 1944 года)
- Медаль «За доблестный труд в Великой Отечественной войне»[52]
- Орден Трудового Красного Знамени (6 августа 1955 года) — за многолетнюю патриотическую деятельность и активное участие в борьбе за мир[51]

### Академические
- почётный доктор богословия Богословского Евангелического факультета имени Яна Гуса в Праге (4 февраля 1950)
- докторская золотая цепь (как внешний знак докторского достоинства, май 1951)
- доктор богословия Софийской духовной академии (1952)
- почётный член Ленинградской духовной академии (19 июня 1952)
- почётный доктор богословия Венгерской Реформатской Церкви (31 октября 1953)
- доктор богословия Румынской Православной Церкви (1954)

## Труды
- Церковный суд в России до издания Соборного Уложения Алексея Михайловича (1649 г.) Архивная копия от 23 августа 2007 на Wayback Machine
- О проповеднической импровизации. К вопросу о живом слове и нормативных методах проповедничества. Архивная копия от 26 мая 2021 на Wayback Machine (Гомилетический этюд). Чернигов, 1913.
- Гонения на христиан императора Декия. Страница из истории первых веков христианства. Харьков, 1914.
- Роль мирян в управлении церковным имуществом с точки зрения канонов древней Вселенской Церкви. Историко-канонический очерк. Архивная копия от 23 января 2021 на Wayback Machine Чернигов, 1914.
- Путь ко спасению по Св. Григорию Нисскому. Богословско-психологический этюд. 1917.
- Слова и речи, послания (1914—1946 гг.). Т. I. М., 1947.
- Слова и речи (1947—1950 гг.). Т. II. М., 1950.
- Слова и речи (1950—1954 гг.). Т III. М., 1954.
- Слова и речи (1954—1957 гг.). Т. IV. М., 1957.
- Свидетель православия. Слова, речи, выступления Митрополита Николая (Ярушевича). Церковная печать о деятельности Митрополита Николая. М., 2000.